# Sancé
Sancé ist eine französische Gemeinde mit 2.158 Einwohnern (Stand: 1. Januar 2022) im Département Saône-et-Loire in der Region Bourgogne-Franche-Comté. Sie gehört zum Arrondissement Mâcon und zum Kanton Mâcon-1 (bis 2015: Kanton Mâcon-Nord).

## Geographie
Sancé liegt in der Mâconnais im Weinbaugebiet Bourgogne. Umgeben wird Sancé von den Nachbargemeinden Mâcon (Exklave Sennecé-les-Mâcon) im Norden, Vésines im Nordosten, Feillens im Osten, Mâcon (Kernstadt) im Süden sowie Hurigny im Westen.

## Bevölkerungsentwicklung
| Jahr                      | 1962 | 1968 | 1975 | 1982 | 1990 | 1999 | 2006 | 2012 |
| ------------------------- | ---- | ---- | ---- | ---- | ---- | ---- | ---- | ---- |
| Einwohner                 | 484  | 524  | 704  | 1265 | 1627 | 1807 | 1845 | 1891 |
| Quelle: Cassini und INSEE |      |      |      |      |      |      |      |      |

## Sehenswürdigkeiten
- romanische Kirche Saint-Paul mit gotischem Chor
- Schloss Lapalus (auch: Schloss Sancé)
- Burg Le Parc

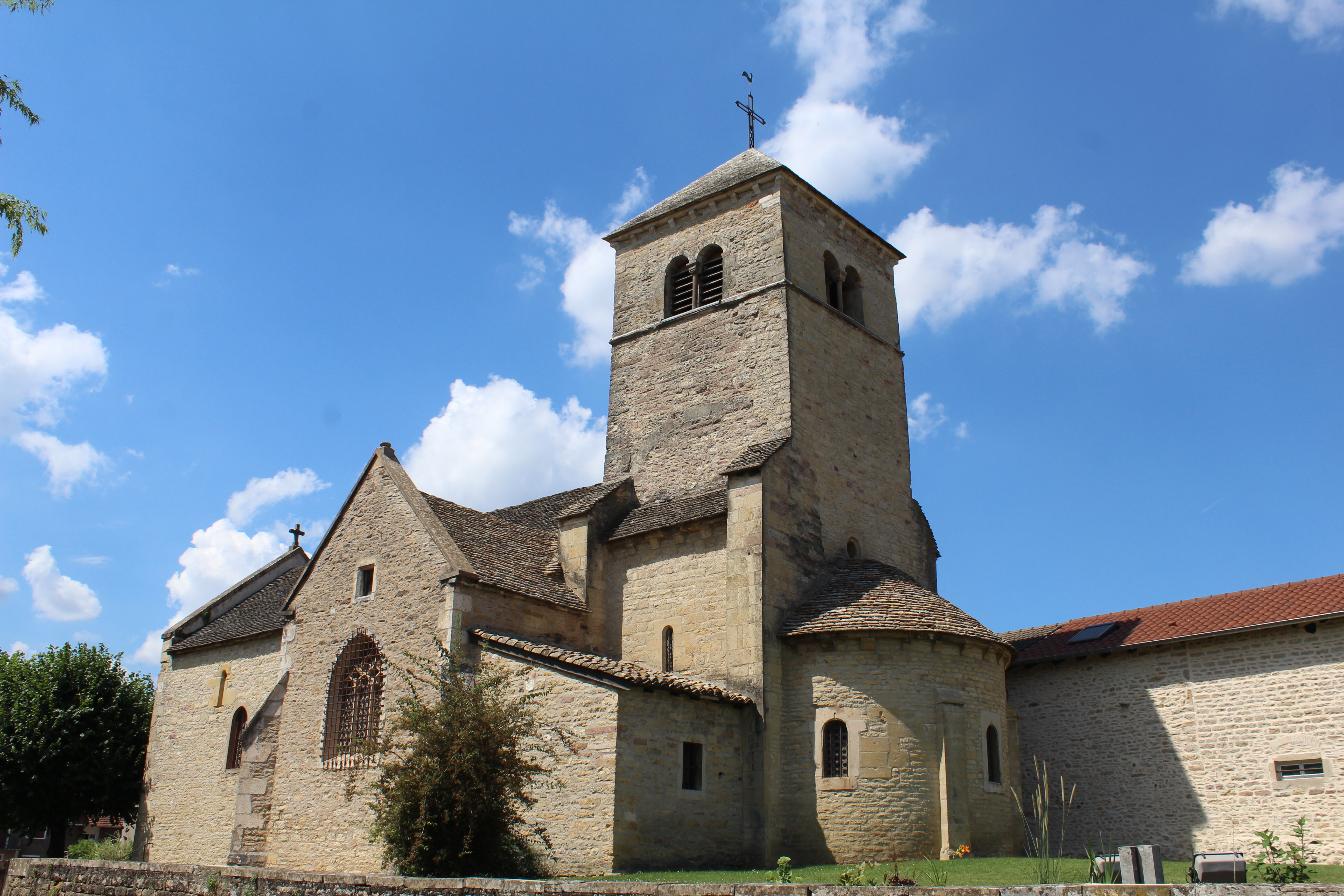
Die Kirche Saint-Paul
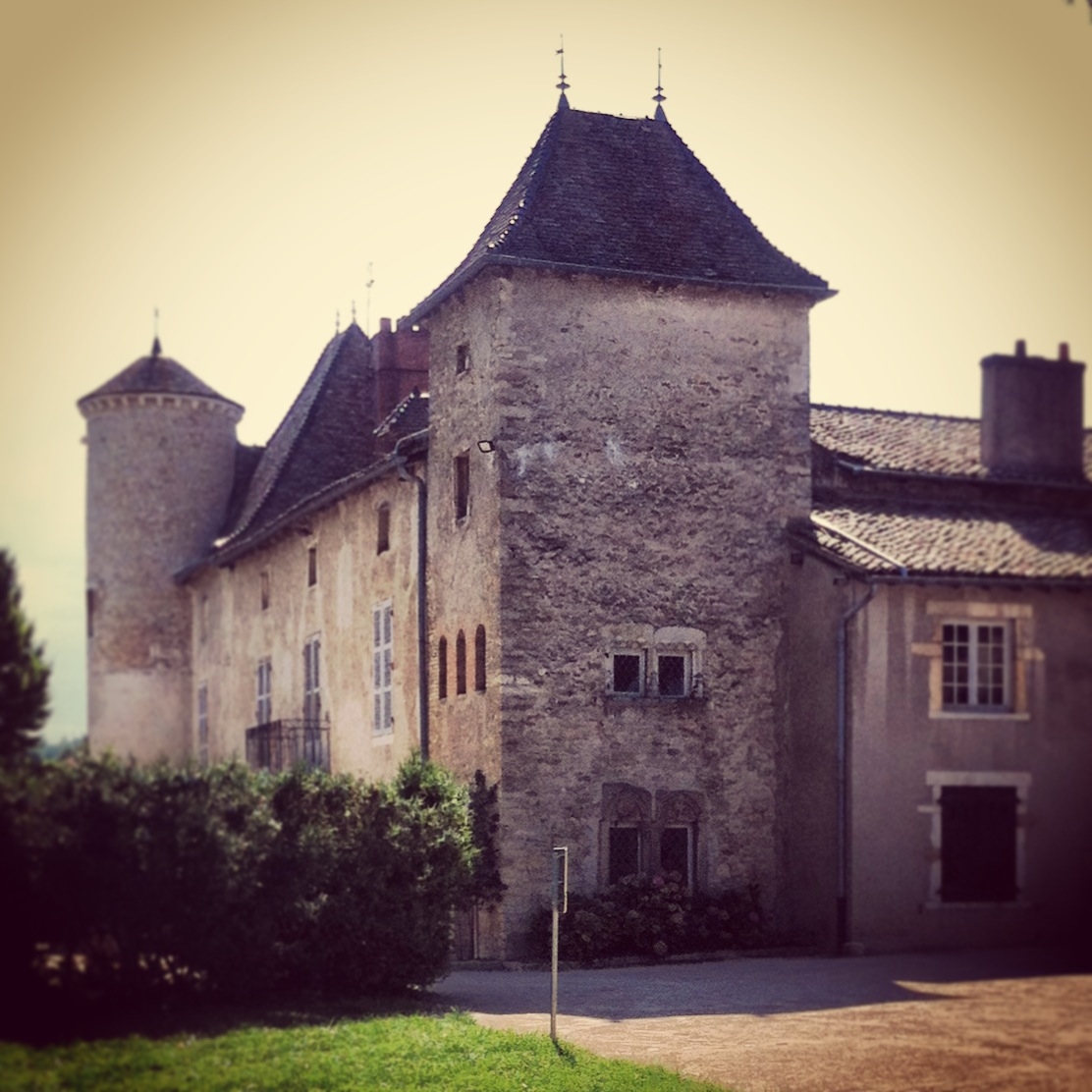
Schloss Lapalus
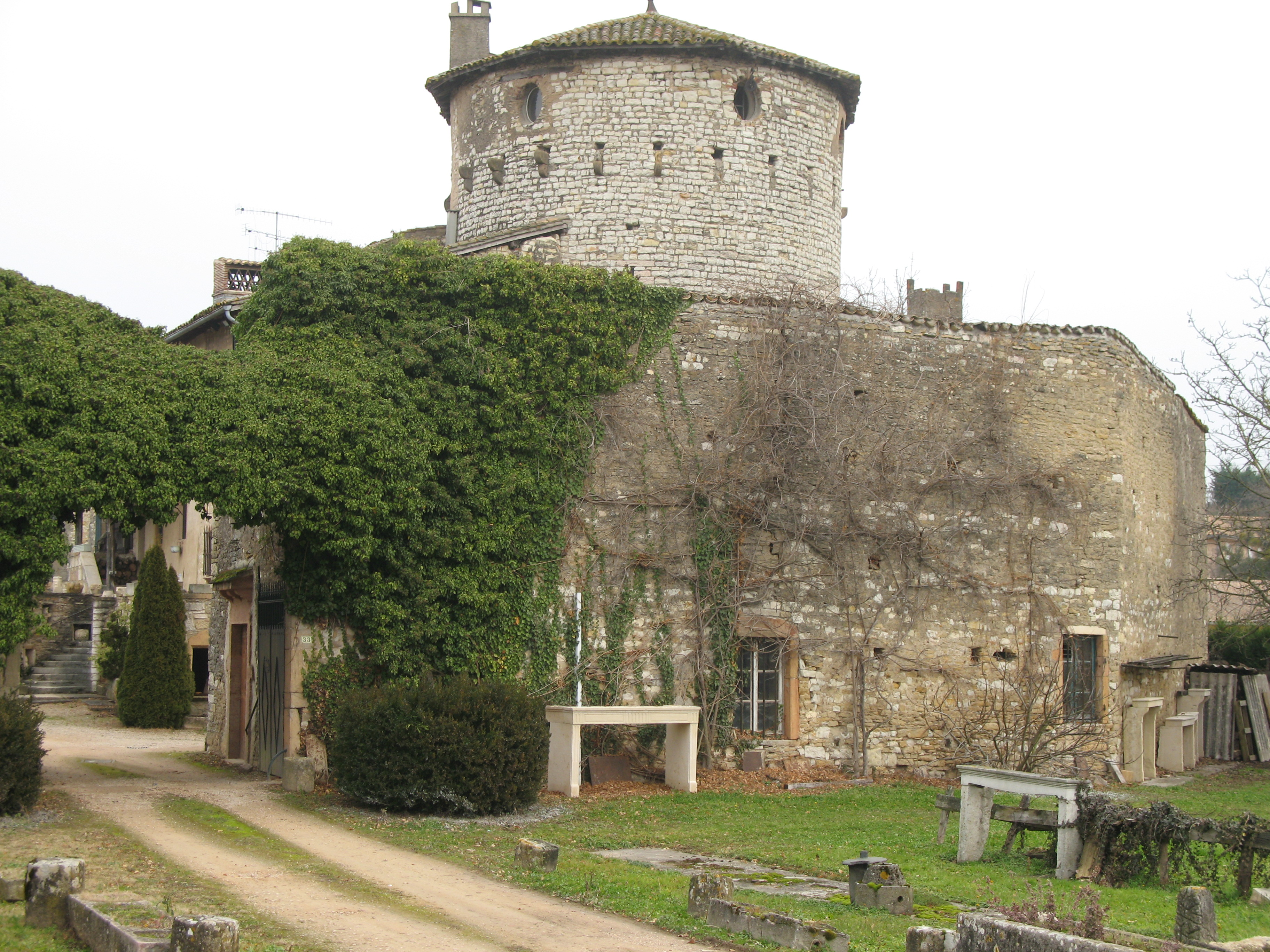
Burg Le Parc mit Donjon